# Epiceraticelus
Epiceraticelus Crosby & Bishop, 1931 è un genere di ragni appartenente alla famiglia Linyphiidae.

## Distribuzione
L'unica specie oggi attribuita a questo genere è stata reperita negli Stati Uniti d'America.

## Tassonomia
A dicembre 2011, si compone di una specie:
- Epiceraticelus fluvialis Crosby & Bishop, 1931[3] — USA

### Sinonimi
- Epiceraticelus amylus (Chamberlin, 1949); esemplare trasferito qui dal genere Scylaceus Bishop & Crosby, 1938, a seguito di un lavoro dell'aracnologo Ivie del 1967, ne è stata riconosciuta la sinonimia con E. fluvialis Crosby & Bishop, 1931[1].